# Mason Rudolph
Brett Mason Rudolph III (Rock Hill, 17 luglio 1995) è un giocatore di football americano statunitense che milita nel ruolo di quarterback per i Pittsburgh Steelers della National Football League (NFL).

## Carriera

### Pittsburgh Steelers
Rudolph fu scelto nel corso del terzo giro (76º assoluto) del Draft NFL 2018 dai Pittsburgh Steelers. Nella sua prima stagione fu il terzo quarterback nelle gerarchie delle squadra dietro a Ben Roethlisberger e Joshua Dobbs, senza mai scendere in campo.
Nel 2019 Dobbs venne ceduto e, quando Roethlisberger si infortunò nella gara del secondo turno contro i Seattle Seahawks, Rudolph prese il suo posto nel secondo tempo lanciando 112 yard, 2 touchdown e subendo un intercetto nella sconfitta per 28-26. Dopo la partita fu annunciato che Roethlisberger avrebbe perso tutto il resto della stagione così fu nominato titolare. Nella settimana 5 Rudolph fu costretto a lasciare la partita contro i Baltimore Ravens nel secondo tempo per una commozione cerebrale subita. Dopo avere saltato la partita successiva tornò in campo nel Monday Night Football dell'ottavo turno contro i Miami Dolphins passando 251 yard e 2 touchdown nella vittoria per 27-14.

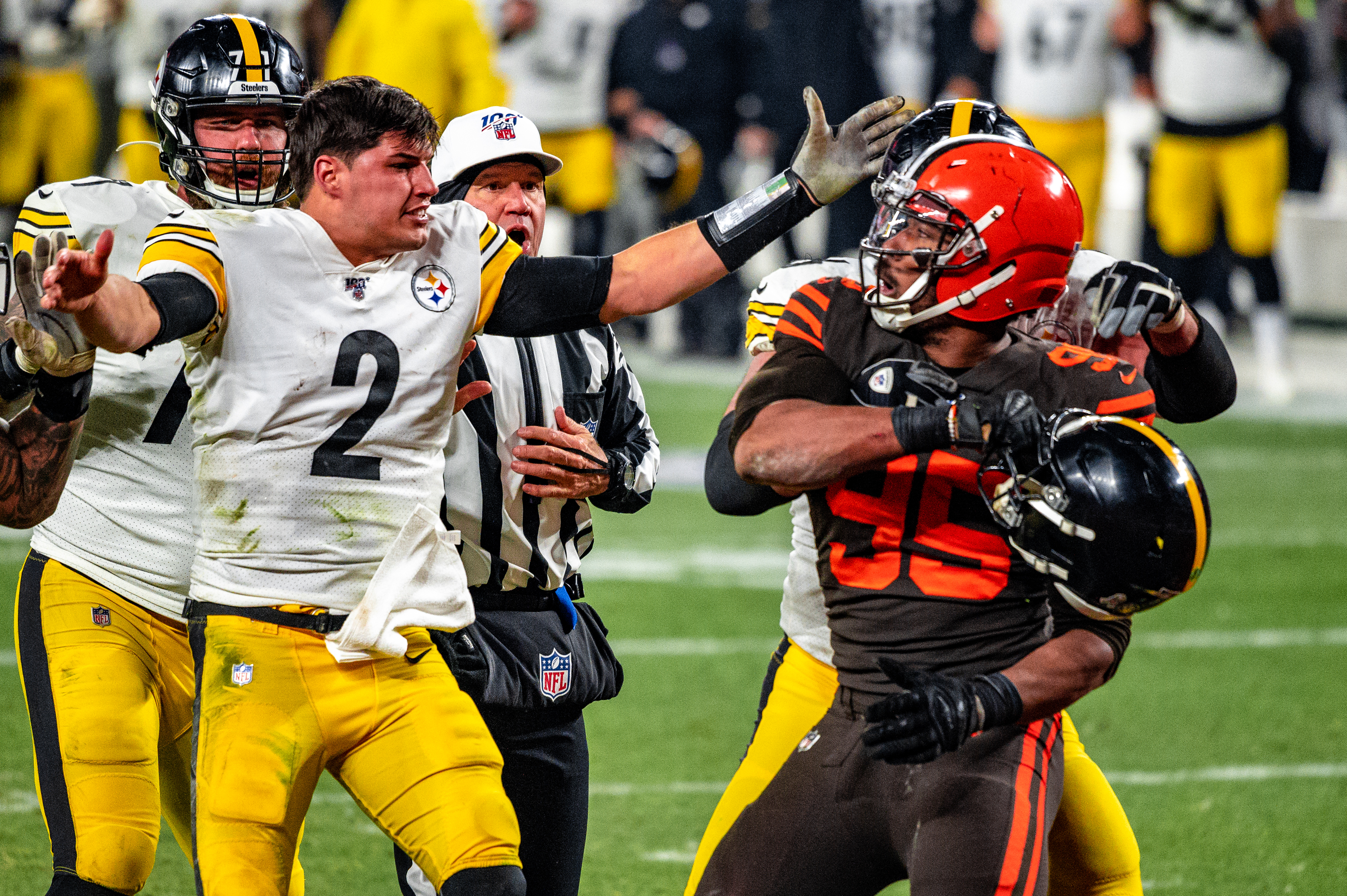
Rudolph dopo essere stato colpito alla testa da Myles Garrett con il suo casco

Durante la partita del giovedì contro i Cleveland Browns nella settimana 11, a 8 secondi dal termine, Rudolph fu coinvolto in una rissa che vide la partecipazione di diversi membri delle due squadre. Quando mancavano pochi istanti al termine, Rudolph completò un passaggio per il running back Trey Edmunds. Myles Garrett dei Browns placcò Rudolph in ritardo, dopo che era stato completato il passaggio Mentre i due erano a terra, Rudolph tirò il casco di Garrett.  Garrett a sua volta afferrò il casco di Rudolph, togliendoglielo. Garrett colpì poi Rudolph alla testa con il suo stesso casco.
 Durante questo confronto, accorsero altri giocatori che iniziarono a loro volta delle risse. Garrett e altri due giocatori furono espulsi e poi sospesi. Rudolph concluse la partita con 221 yard passate, un touchdown e 4 intercetti subiti nella sconfitta per 7-21. Rudolph in seguito rifiutò di sporgere denuncia contro Garrett, dichiarando la situazione un problema della NFL. Per il suo ruolo nella vicenda, Rudolph fu multato di 50.000 dollari dalla lega, mentre Garrett fu sospeso a tempo indefinito.
Nel dodicesimo turno Rudolph faticò contro i Cincinnati Bengals ancora senza vittorie, finendo per essere tolto dalla contesa dall'allenatore Mike Tomlin nel primo tempo. A partire dalla settimana seguente fu Devlin Hodges a sostituirlo come titolare.
Nell'ultimo turno della stagione 2020 Rudolph partì come titolare con gli Steelers già sicuri del titolo di division passando 315 yard, 2 touchdown e un intercetto nella sconfitta contro i Browns.
Rudolph firmò per un altro anno con gli Steelers nel maggio 2023.  Il 16 dicembre rilevò Mitchell Trubisky nel quarto periodo della gara contro gli Indianapolis Colts, completando due passaggi su tre per 3 yard. Dopo l'infortunio di Kenny Pickett e le prestazioni negative di Trubisky, Rudolph fu nominato titolare per la gara della settimana 16 contro i Bengals. In quella partita disputò la sua miglior prestazione da professionista sino a quel momento, completando 17 passaggi su 27 per 290 yard e 2 touchdown nella vittoria per 34–11. Partì come titolare anche nel primo turno di playoff in casa dei Buffalo Bills in cui passò 229 yard, 2 touchdown e un intercetto nella sconfitta per 31-17.

### Tennessee Titans
Il 13 marzo 2024 Rudolph firmò un contratto di un anno con i Tennessee Titans. Prima della gara della settimana 7, dopo un infortunio alla spalla di Will Levis, fu nominato titolare. In quella partita, contro i favoriti Buffalo Bills giocò una gara dai due volti: nel primo tempo passò con 18/23 per 155 yard e un touchdown mentre nel secondo fu 7/17 per 60 yard con 2 sack subiti e un intercetto, nella sconfitta per 34-10. Nella settimana 15 sostituì Levis in corso d'opera dopo che questi aveva subito tre intercetti contro i Bengals, gara dopo la quale fu nominato nuovo titolare. Nel turno successivo passò 252 yard, 2 touchdown e 3 intercetti nella sconfitta contro gli Indianapolis Colts.

### Ritorno a Pittsburgh
Il 13 marzo 2025 firmó un contratto biennale del valore di 8 milioni di dollari per fare ritorno ai Pittsburgh Steelers.

## Statistiche

### Stagione regolare
| Stagione | Stagione | Stagione | Stagione | Passaggi | Passaggi | Passaggi | Passaggi | Passaggi | Passaggi | Passaggi | Passaggi | Corse | Corse | Corse | Corse | Sack | Sack | Fumble | Fumble | Record V-S-P |
| Anno     | Squadra  | P        | PT       | Comp     | Ten      | %        | Yard     | Media    | TD       | Int      | RAT      | Ten   | Yard  | Media | TD    | Sck  | Yard | Fmb    | Persi  | Record V-S-P |
| -------- | -------- | -------- | -------- | -------- | -------- | -------- | -------- | -------- | -------- | -------- | -------- | ----- | ----- | ----- | ----- | ---- | ---- | ------ | ------ | ------------ |
| 2018     | PIT      | 0        | 0        | DNP      | DNP      | DNP      | DNP      | DNP      | DNP      | DNP      | DNP      | DNP   | DNP   | DNP   | DNP   | DNP  | DNP  | DNP    | DNP    | —            |
| 2019     | PIT      | 10       | 8        | 176      | 283      | 62.2     | 1,765    | 6.2      | 13       | 9        | 82.0     | 21    | 42    | 2.0   | 0     | 15   | 124  | 4      | 0      | 5–3          |
| 2020     | PIT      | 5        | 1        | 25       | 43       | 58.1     | 324      | 7.5      | 2        | 1        | 87.7     | 7     | −6    | −0.9  | 0     | 1    | 8    | 0      | 0      | 0–1          |
| 2021     | PIT      | 2        | 1        | 35       | 58       | 60.3     | 277      | 4.8      | 1        | 1        | 70.8     | 5     | 53    | 10.6  | 0     | 0    | 0    | 1      | 0      | 0–0–1        |
| 2022     | PIT      | 0        | 0        | DNP      | DNP      | DNP      | DNP      | DNP      | DNP      | DNP      | DNP      | DNP   | DNP   | DNP   | DNP   | DNP  | DNP  | DNP    | DNP    | —            |
| 2023     | PIT      | 4        | 3        | 55       | 74       | 74.3     | 719      | 9.7      | 3        | 0        | 118.0    | 10    | 8     | 0.8   | 0     | 6    | 43   | 3      | 1      | 3–0          |
| Totale   | Totale   | 21       | 13       | 291      | 458      | 63.5     | 3,085    | 6.7      | 19       | 11       | 86.9     | 43    | 97    | 2.3   | 0     | 22   | 175  | 8      | 1      | 8–4–1        |